# آناتومی یک رسوایی
آناتومی یک رسوایی (انگلیسی: Anatomy of a Scandal) سریال تلویزیونی بریتانیایی با ژانر آنتولوژی و درام است، که در سال ۲۰۲۲ تولید شد.
«آناتومی یک رسوایی» یک مینی‌سریال تلویزیونی درام مهیج آمریکایی است که توسط دیوید ای. کلی و ملیسا جیمز گیبسون، بر اساس رمانی به همین نام نوشته سارا وان، ساخته شده است. این سریال شامل شش قسمت است و در ۱۵ آوریل ۲۰۲۲ از نتفلیکس پخش شد.